# Eva Wichman
Eva Aline Wichman, ursprungligen Wichmann, född 28 mars 1908 i Helsingfors, död där 5 juni 1975, var en finlandssvensk författare, översättare och konsthantverkare. 

## Biografi
Eva Wichman var dotter till lasarettsläkaren Theodor Wichman och Agnes, född Frosterus. Hon studerade grafiska linjen vid Centralskolan för konstflit 1924–1928 och arbetade därefter som reklamkonstnär fram till 1937. Hon formgav också leksaker. För sina leksaker i trä vann Wichman två internationella utmärkelser; guldmedalj i Milano 1933 samt i Paris 1937.
Wichman debuterade skönlitterärt 1937 med novellsamlingen Mania. I sitt uttryck influerades hon av Gunnar Björling och Elmer Diktonius och hennes nyskapande modernistiska prosa, liksom även hennes senare dikter, väckte uppmärksamhet. Hon övergav formgivningen för det skönlitterära skrivandet.   
I slutet av 1940-talet blev Wichman samhälleligt engagerad och skrev socialistisk lyrik. Hon skrev in sig i Finlands kommunistiska parti. I början av 1960-talet bröt hon dock med partiet och intresserade sig allt mer för teosofi och självbegrundan. Hon engagerade sig i föreningen Progress – finlandssvensk samling för kämpande humanism r.f. och satt både i föreningens styrelse och skrev i dess tidning.
Wichman gav ut ett tiotal diktsamlingar, några novellsamlingar och en roman, Ohörbart vattenfall (1944). Postumt utkom den självbiografiska Bitar av livet, belysta (1977, redigerad av Inga-Britt Wik). 
Wichman var gift 1930–1934 med förlagschefen Eric Gardberg och 1938–1945 med författaren Ralf Parland, med vilken hon fick sonen docent Thomas Parland.
Hennes arkiv finns hos Svenska litteratursällskapet i Finland.